# Tyto robusta
Tyto robusta è una specie estinta di barbagianni vissuta nel Miocene superiore, circa 5,5 a 5 milioni di anni fa (Messiniano), in quella che oggi è la penisola del Gargano, Italia. Le ossa fossili sono circa il 60% più lunghe di quelle di un moderno barbagianni, mostrando una lunghezza corporea di 50-65 centimetri (19.6-25.5 pollici). Questo gufo fornisce un interessante caso di studio dell'evoluzione e del gigantismo insulare, insieme alla specie correlata, e probabilmente, discendente T. gigantea.
Si pensa che T. robusta si sia evoluta sull'isola del Gargano una volta arrivato su di essa. Il suo antenato volante che raggiunse l'isola in volo era, probabilmente, Tyto balearica, un barbagianni piuttosto grande, con un'apertura alare di 1,50 metri (4,9 piedi), che a quel tempo era diffuso in tutta Europa. È possibile che una popolazione di T. balearicadivenne stanziale nel Gargano e col tempo si adattò sempre di più alla vita terrestre; da essa si originò la specie Tyto robusta, che mantenne le dimensioni di T. balearica ma probabilmente perse la capacità del volo. T. robusta presentava infatti ossa irrobustite, adattamenti per supportare il suo peso al suolo, ma che avrebbero reso difficoltoso librasi in volo. Si pensa che un successivo adattamento di T. robusta alla vita insulare, abbia infine generato la specie T. gigantea.
Fino a poco fa si pensava che T. robusta e T. gigantea fossero sinonimi, e che la loro differenza di dimensioni fosse dovuta a dimorfismo sessuale. Questa ipotesi tuttavia si verificò falsa, sia perché la differenza nella taglia era troppo marcata (T. gigantea era almeno il 30% più grande di T. robusta), sia perché non sono mai stati ritrovati i fossili di entrambe le specie nello stesso luogo e nello stesso tempo (negli strati più recenti si trova solo T. gigantea).